# Pierluigi Castellano
Pour les articles homonymes, voir Castellano.
 (mai 2018).
Si vous disposez d'ouvrages ou d'articles de référence ou si vous connaissez des sites web de qualité traitant du thème abordé ici, merci de compléter l'article en donnant les références utiles à sa vérifiabilité et en les liant à la section « Notes et références ».
Pierluigi Castellano, né en 1958 à Rome en Italie, est un musicien, compositeur et journaliste italien.

## Biographie
Castellano a commencé sa carrière en étudiant le piano, la clarinette, la composition et la musique électronique, en assistant à des séminaires organisés par Karlheinz Stockhausen et Aldo Clementi.
En 1983 et 1984, il participe à l'œuvre de Giovanna Marini, Le Cadeau de l'empereur, au Festival d'Avignon, au Théâtre des Bouffes-du-Nord à Paris et au Teatre Grec à Barcelone.
Entre 1985 et 1990, il compose plusieurs bandes sonores pour le théâtre, le cinéma (A futura memoria : Pier Paolo Pasolini, de Ivo Barnabò Micheli), mais surtout pour des spectacles de danse (chorégraphie d'Enzo Cosimi, Fabrizio Monteverde et autres) avec de bons retours critiques et commerciaux en France, en Angleterre et aux États-Unis.

## Œuvres
- La Boule de Neige, avec chorégraphie de Fabrizio Monteverde, basé sur le roman Les Enfants terribles[1].